# Lista de alianças militares

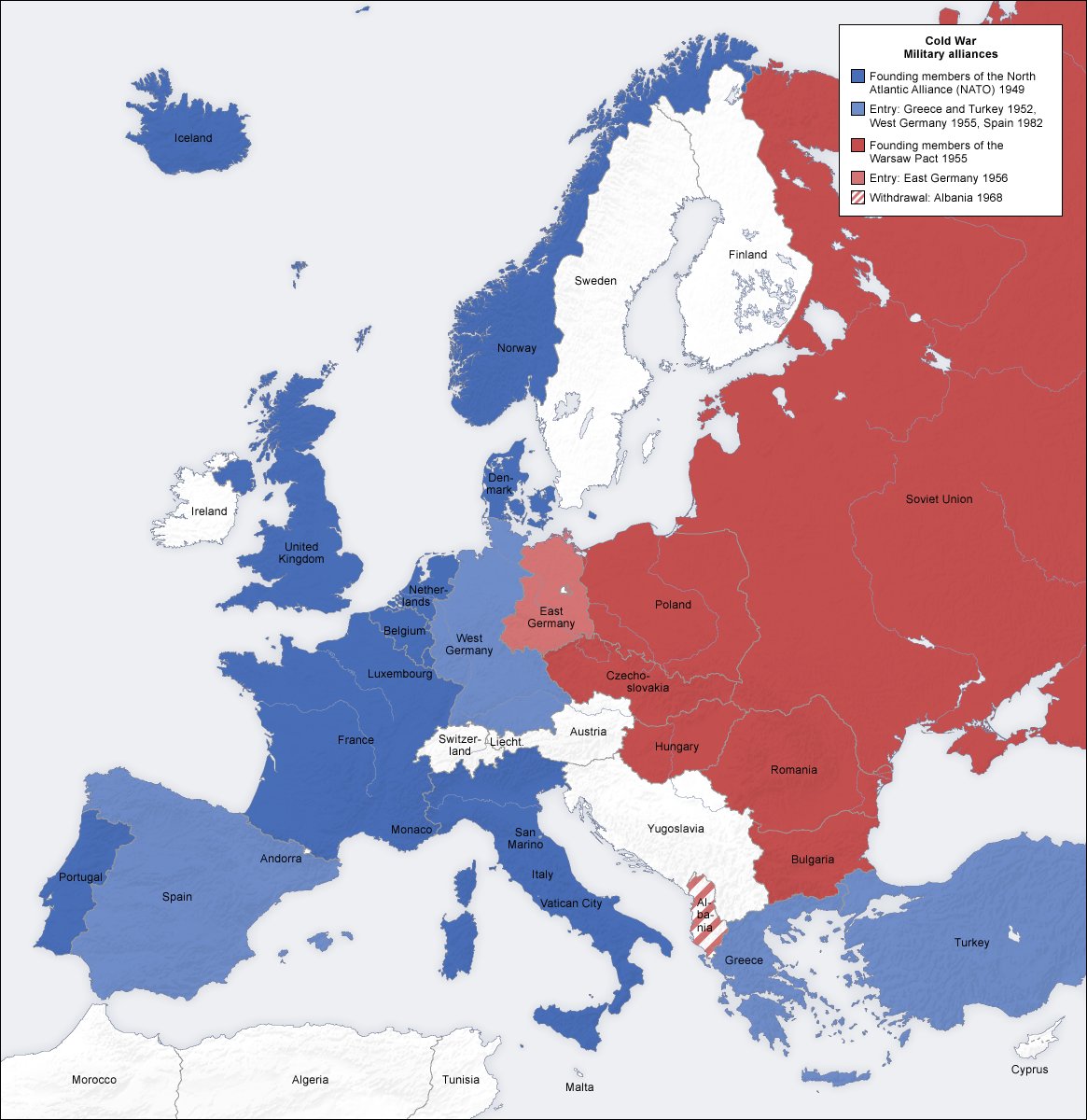
A Europa dividida por duas alianças militares concorrentes durante a Guerra Fria.

A aliança militar é um acordo entre duas, ou mais nações militares; relacionados com o planejamento de guerra, compromissos ou contingências, tais acordos podem ser defensivos ou ofensivos. As alianças militares muitas vezes envolvem acordos de não-militares, para além do seu propósito primordial.

## Histórico

Aliança confederada entre as cidades-Estados gregas.

### Período helênico
- 498-448 aC Guerras Médicas
  - Liga Helênica - Atenas, Lacedemônia, Macedônia, e outros

- 431-404 aC Guerra do Peloponeso
  - Liga de Delos - Atenas, Argos, Quios, Samos, Lesbos, e outros
  - Liga do Peloponeso - Lacedemônia, Corinto, Tebas, Siracusa, e outros

### Idade Média
- 634-1853 Guerras Islâmica-Cristãs
  - Cruzadas - França, Inglaterra, Sacro Império Romano-Germânico, Reino de Jerusalém, República de Veneza,Portugal
  - Reconquista - Portugal, Castela
  - Jihad - Califado Fatímida, Império Aiúbida
  - Tratados Etíope-Portugueses - Portugal, Etiópia

- 1337-1453 Guerra dos Cem Anos
  - Auld Alliance - Escócia, França, Noruega
  - Tratado de Windsor - Portugal, Inglaterra

### Idade Moderna
- 1494-1559 Guerras Italianas

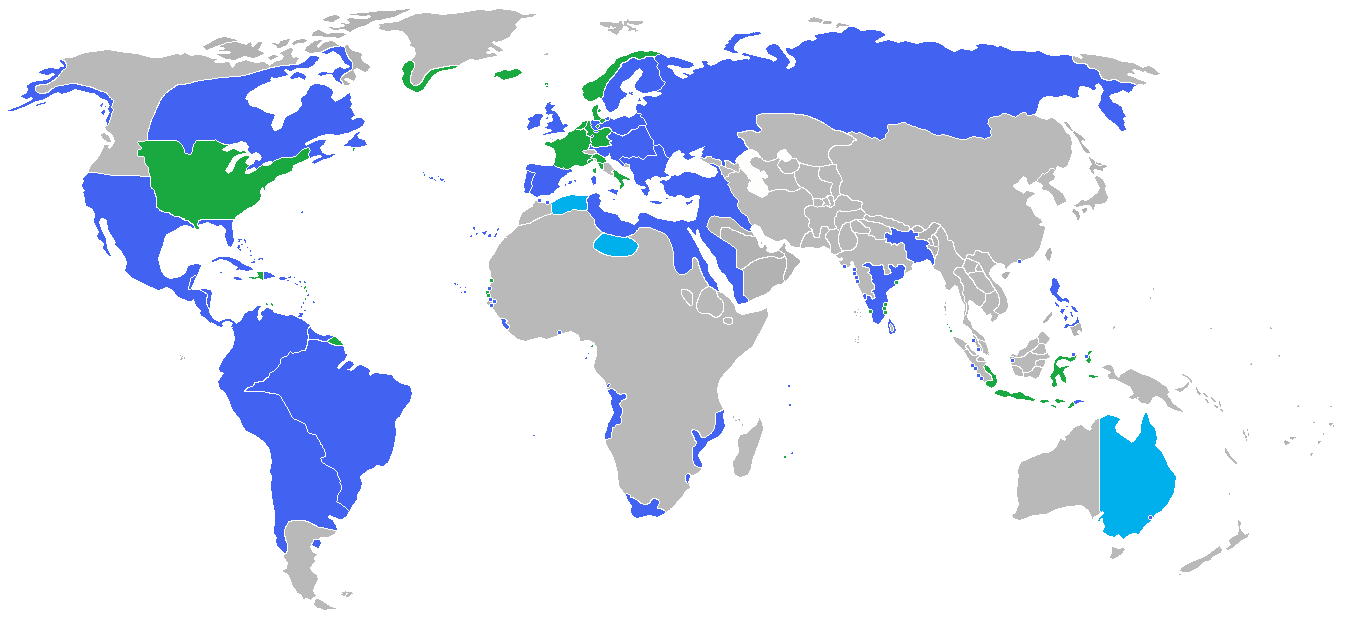
Todos os principais participantes nas guerras napoleônicas. Azul: A Coalizão, suas colônias e aliados. Verde: O Primeiro Império Francês, seus protetorados e colônias.

  - Liga Santa - Os Estados Papais, França, Aragão, Sacro Império Romano-Germânico
  - Liga Católica Italiana - Os Estados Papais, Veneza, Inglaterra, Aragão, Sacro Império Romano-Germânico

- 1546-1547 Guerra de Esmalcalda
  - Liga de Esmalcalda - Estados protestantes alemães

- 1571 Guerras Islâmica-Cristãs
  - Liga Santa - Estados Papais, Espanha, República de Veneza e outros

- 1618-1648 Guerra dos Trinta Anos
  - Liga Católica da Alemanha - Baviera e outros Estados católicos alemães
  - União Protestante - Estados protestantes alemães
  - Tratado de Tordesilhas - Portugal, Espanha
  - Tratado de Nonsuch - República das Sete Províncias Unidas dos Países Baixos, Inglaterra

- 1688-1697 Guerra dos Nove Anos
  - Liga de Augsburgo - Países Baixos, Sacro Império Romano-Germânico, Espanha, Áustria, e outros Estados alemães

- 1701-1714 Guerra da Sucessão Espanhola
  - Quádrupla Aliança

- 1803-1815 Guerras Napoleônicas
  - Quádrupla Aliança de 1814-1815
  - Primeira de Sete Coalizões/Coligações

- 1717 Guerras Islâmica-Cristãs
  - Santa Liga - Portugal, Estados Papais, República de Veneza, Malta

- 1815-1825 Conflitos entre Liberais e Absolutistas
  - Santa Aliança - Rússia, Prússia, Áustria
- Quádrupla Aliança de 1834
- Tríplice Aliança - Argentina, Brasil, Uruguai

### Século XX
- Primeira Guerra Mundial

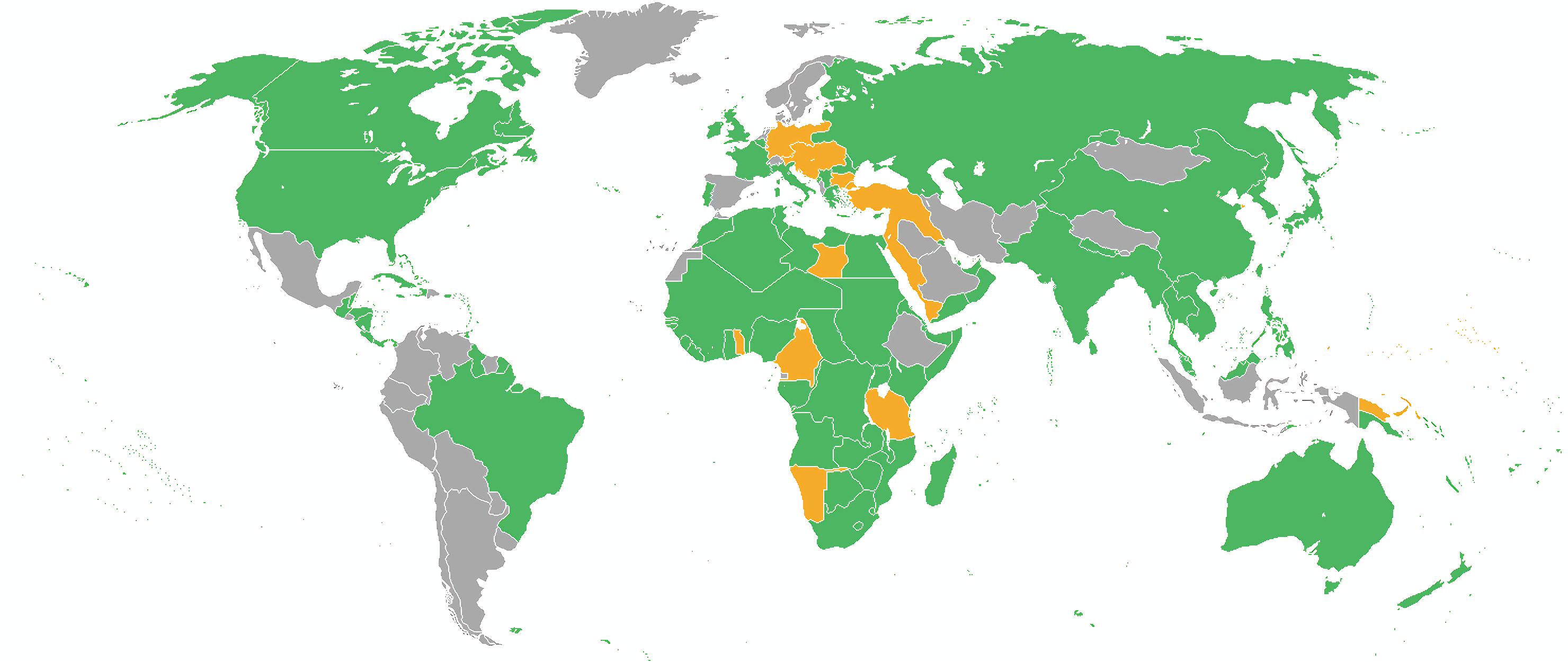
Alianças durante a Primeira Guerra Mundial.

  - 1902-1923 Aliança Anglo-Japonesa - Inglaterra, Japão
  - 1907-1918 a Entente e os Aliados - Império Russo (até 1917), Reino Unido, França,Brasil, Itália, Sérvia, Canadá, Nova Zelândia, Austrália, Romênia, Portugal (a partir de 1916)
  - 1914-1918 os Impérios Centrais - Alemanha, Áustria-Hungria, Império Otomano e Bulgária

- Segunda Guerra Mundial

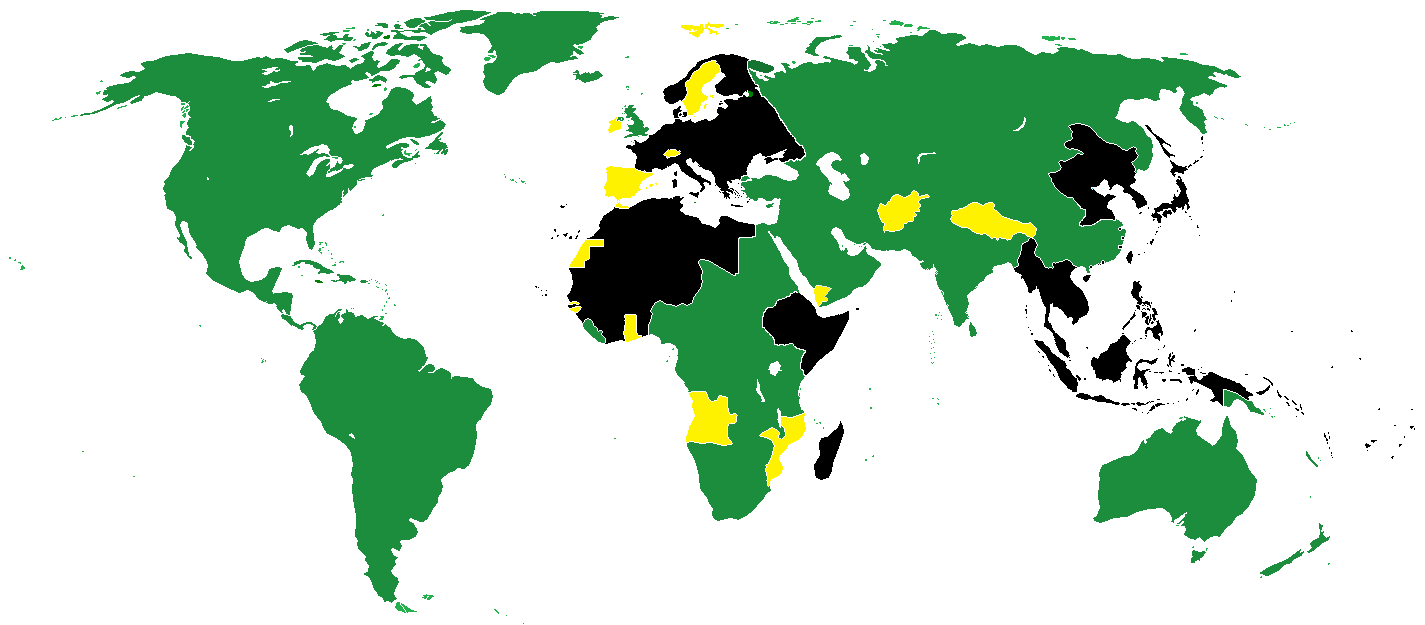
Alianças durante a Segunda Guerra Mundial.

  - 1939-1945 os Aliados - Estados Unidos,Brasil, Reino Unido e a Commonwealth, União Soviética, Polônia, França, República da China, e muitos outros
  - 1940-1945 o Eixo - Alemanha, Japão, Itália e muitos outros

- Guerra Fria

Alianças durante a Guerra Fria (1980).

  - 1947 Tratado Interamericano de Assistência Recíproca (Pacto do Rio) - A maioria dos países da América
  - 1948 União da Europa Ocidental - papel limitado. Fundiu-se com a UE em 2009
  - 1949 Organização do Tratado do Atlântico Norte - Estados Unidos, Canadá, e a maioria dos países da Europa Ocidental
  - 1951 Tratado do ANZUS - Estados Unidos, Austrália e Nova Zelândia
  - 1954-1977 OTSA - Estados Unidos, Reino Unido, França, Austrália, Nova Zelândia, Paquistão, Tailândia, Filipinas
  - 1955-1979 OTC - Estados Unidos, Reino Unido, Turquia, Irã, Iraque e Paquistão
  - 1955-1991 Pacto de Varsóvia - União Soviética, Alemanha Oriental, Bulgária, Hungria, Polônia, Romênia
  - 1958 CDAAN - Estados Unidos e Canadá
  - 1971 Cinco Acordos de Força de Defesa - Reino Unido, Austrália, Nova Zelândia, Malásia e Singapura
  - 1981 Comunidade Económica dos Estados da África Ocidental
  - 1982 Sistema de Segurança Regional - Países do Caribe Oriental
  - 1989 Principal aliado extra-OTAN dos Estados Unidos - Argentina, Austrália, Bahrein, Coreia do Sul, Egito, Filipinas, Israel, Japão, Jordânia, Marrocos, Nova Zelândia, Paquistão, Tailândia

## Alianças ativas

Alianças militares ativas
OTAN, PDSC
OCX, OTSC
CPS
UNASUL

### Europa
- OTAN, Alargada a partir de 1999 para incluir a Europa Oriental. Cobre os Estados Unidos, Canadá, parte da Europa Ocidental, Europa Setentrional, Europa Central, Europa Oriental e Turquia.
- União Europeia, criada em 1992, com a política externa e defesa sendo desenvolvida ao longo das décadas.
- Entente Cordiale / Tratado de Defesa e Segurança, é uma aliança militar conjunta entre a França e o Reino Unido.
- Brigada Franco-Alemã, é uma brigada conjunta entre a França e a Alemanha.
- Tratado Anglo-Português, assinado em 1373; a mais antiga aliança em vigor, o qual definiu o futuro de diversas nações.

### Eurásia
- Organização do Tratado de Segurança Coletiva, formado em 1992 logo após o colapso da União Soviética, seus membros são: Rússia, Bielorrússia, Armênia, Cazaquistão, Quirguistão, Tajiquistão e Uzbequistão.
- Organização para Cooperação de Xangai, formada em 1996 para contrabalançar a expansão da OTAN, membros atuais são: China, Cazaquistão, Quirguistão, Rússia, Tajiquistão e Uzbequistão
- Coreia do Sul e Estados Unidos entraram em uma aliança militar após a Guerra da Coreia.
- Foi assinado um Tratado de Defesa Mútua entre os Estados Unidos e Filipinas.
- Estados Unidos & Israel

### Outras regiões
- Comunidade Econômica dos Estados da África Central Foi criada em 1994, com alcance limitado.
- União de Nações Sul-Americanas Foi desenvolvido um formulário em 2008. As extensões ainda precisam ser acordadas.
- ANZUS, é uma aliança conjunta entre a Austrália, Estados Unidos e Nova Zelândia.
- Cinco Acordos de Força de Defesa, assinado em 1971 para impedir agressão externa estrangeira na Península da Malásia ou Singapura.